# Burg Ras
Die Burg Ras (Burg Turne) ist eine ehemalige Höhenburg in der Ortschaft Schlatten (Gemeinde Sankt Jakob im Rosental) in Kärnten. Sie wurde 1171 erstmals urkundlich erwähnt, heute sind nur noch Ruinenteile vorhanden.

## Geschichte
Die Herren von Ras saßen ursprünglich auf einer älteren Burg auf der Gratschenitzen (auch: Gratschitzen, Gratschützen) am Nordhang der Karawanken südwestlich von Rosenbach in fast 1000 m Seehöhe. Über diese Burg ist nur wenig bekannt und von ihr sind nur spärliche Mauerreste erhalten.
Die Burg Ras, wahrscheinlich der zweite Stammsitz der Raser, wurde im 12. Jahrhundert auf einer Hügelkuppe im oberen Rosental oberhalb von Schlatten errichtet. Sie wurde erstmals in einer Urkunde des Patriarchats Aquileia 1171 im Zusammenhang mit der Kirche von St. Jakob erwähnt: „sancti Jacobi … sub castro Rase“. Der Burghügel liegt in 635 m Seehöhe und knapp 900 m westlich von und 100 m über der Jakobskirche. Zwischen 1309 und 1317 wurde die Burg aufgegeben, nachdem die Raser ihren Stammsitz auf die Burg Rosegg (urkundlich erstmals 1239 erwähnt), etwa viereinhalb Kilometer weiter nördlich der Burg Ras, verlegt hatten.

## Heutige Anlage
Es sind noch die Reste der Umfassungsmauer und von zwei Rundtürmen zu erkennen. Die Anlage mit zwei Höfen war durch einen Graben und einen Erdwall befestigt.
Seit einigen Jahren bemüht sich eine Initiative „Miklova Zala“ mit dem Eigentümer des Burgareals, dem auch der darunter liegende Mikelhof gehört, um eine Revitalisierung der Anlage.